# هری ویلیامز (بازیکن فوتبال، زاده ۱۹۹۶)
هری ویلیامز (انگلیسی: Harry Williams؛ زادهٔ ۱۷ ژانویهٔ ۱۹۹۶) بازیکن فوتبال در پست مهاجم اهل انگلستان است.

## باشگاهی
از باشگاه‌هایی که در آن بازی کرده‌است می‌توان به باشگاه فوتبال چلتنهام تاون، باشگاه فوتبال فارن‌بورو، باشگاه فوتبال گلاستر سیتی و باشگاه فوتبال گلاستر سیتی اشاره کرد.